# Натан Чен
Нейтан Чен (англ. Nathan Chen) — американський фігурист, що спеціалізується в одиночному катанні, двократний олімпійський медаліст, чемпіон світу (2018, 2019, 2021).
Бронзову олімпійську медаль Чен здобув у командних змаганнях на Пхьончханській олімпіаді 2018 року, де він виступав тільки з короткою програмою. Уже після Олімпіади він виграв змагання з одиночного катання на Міланському чемпіонаті світу 2018 року
.